# Крижованка
Крижованка (словац. Krížovianka) — річка в Словаччині у регіоні Шариш, права притока Свінки, протікає в окрузі Пряшів.
Довжина — 11.5-12.6 км. Витік знаходиться в масиві Чорна Гора — на висоті 885 метрів (схил Чорної Гори). Тече в долині у геоморфологічному підрозділі Рогачка. Протікає територією сіл Грабков і Крижовани
Впадає у Свінку біля гори на висоті приблизно 367 метрів.
Притоки
- праві
  - Банський потік
  - безіменні
- ліві
  - безіменні